# Sayyid
Sayyid (en árabe سيد, sayyid; en plural سادة, sāda) es una palabra árabe que literalmente significa "señor o feliz". En el mundo árabe se utiliza con una connotación de respeto refiriéndose a las personas importantes, como en el Magreb donde se les llama sidi (una contracción de sayyidi, que significa mi señor feliz, señor mío, monseñor). 
Originariamente sayyid era un título honorífico otorgado a los descendientes del profeta Mahoma, a través de sus nietos Hasan ibn Ali y Husayn ibn Ali, hijos de la hija del profeta Fátima az-Zahra y de su yerno Ali Ibn Abi Talib.  A las hijas de los sayyides se les da el título de sayyida, alawiya o sharifa (jerifa). Los hijos de una madre sayyida, pero de padre no sayyid, no reciben el título de sayyid. Sin embargo, pueden apelar a la ascendencia materna y se les denomina mirza, forma abreviada de amirzade, en persa ‘hijo de emir’. No obstante, los sayyids suníes proclaman su ascendencia materna a través del nombre de sah.
Los sayyids son árabes y por tanto los sayyids de Asia son de origen árabe. 
Los sayyids son una rama de la tribu Banu Hashim, un clan de la tribu de Quraysh que tiene su origen en Adnan, un linaje que se remonta al profeta Ismael, el hijo del profeta Abraham. 
Algunos musulmanes también emplean la palabra sayyid para designar a los descendientes de Abu-Talib, tío de Mahoma, a través de sus hijos Jafar, Abbás, Aqil y Talib.
Los alauíes usan la palabra seyyid (de origen turco) como mención honorífica antes de su nombre. El Cid, nombre con el cual se conoce a un famoso caballero español del siglo XI, es un nombre derivado de as-sàyyid, que significa “el señor”.
As-sayyid se utiliza asimismo como título o como forma para dirigirse a un príncipe o superior en el Sultanato de Omán.
En el misticismo islámico o sufismo, la mayor parte de los maestros más reputados, famosos, ilustrados y espiritualmente poderosos fueron sayyid. 
Anteriormente, el término sayyid se aplicaba en exclusiva para los descendentes de Husayn ibn Ali, usándose para los descendientes de Hasan ibn Ali jerife o sharif. Desde la era Hachemí hasta hoy, los términos sayyid y jerife se utilizan indistintamente. En farsi (persa moderno), los sayyid son llamados igualmente mir, palabra derivada del árabe emir (‘príncipe’).

## Afganistán
Reclamando descendencia de la familia del Profeta, los Sayyids ocupan un lugar venerado en Afganistán. La mayoría, centrada en Balkh y Kunduz en el norte y Nangarhar en el este, son musulmanes sunitas, pero hay algunos en la provincia de Bamiyán y en otros lugares que se adhieren al Islam chií. Estos se conocen a menudo como Sadat, una palabra que tradicionalmente "en la zona norte de Hejaz y en la India británica se aplicaba con indiferencia a la posteridad de Hasan y Hussein (los primeros mártires chiítas), hijos de Ali y nietos de Mohammad.
El 13 de marzo de 2019 Al dirigirse a la gran reunión de Sadat en el palacio presidencial, el presidente afgano M. Ashraf Ghani dijo que emitirá un decreto sobre la inclusión de la etnia “Sadat” como grupo étnico en el país. En declaraciones a ancianos tribales y jóvenes del grupo étnico Sadat en el Palacio Presidencia, Ghani dijo que los Sadat de Afganistán ha sido un modelo y una idea definida como un activo espiritual en las ciencias sociales. Se espera que el presidente Ghani emita un decreto sobre la escritura de Sadat como una etnia en el Documento de identidad afgano(e-Tazkira), dijo Shah Hussain Mortazavi, portavoz adjunto del presidente Ghani en un comunicado, y se agregue como "tribu Sadat" en el Documento de identidad afgano.

## Transliteraciones
| Lenguaje | Transliteración                                      | Áreas donde se usa                                                                                                   |
| --- | ---------------------------------------------------- | --- |
| árabe | sayyid, sayyidi, sayyed, sayid, sidi (magrebí)       | mundo árabe |
| kurdo | seyîd, seyyid, seyit                                 | región kurda |
| persa | sayyed, sayed, seyyed, seyed                         | Irán, Afganistán, Tayikistán, Uzbekistán y Azerbaiyán                                                                |
| turco | seyed, seyit, seyyid, seyyed                         | Turquía, Azerbaiyán y Asia Central                                                                                   |
| pashto | sayed, syed                                          | Afganistán y Pakistán                                                                                                |
| urdu, maratí, hindi, asamés, konkaní, canarés, bopurí, telugú, tamil, seraikí, panyabí, sindhi, bengalí, malayalam, guyaratí | syed, saiyad, saiyed, sayyid, saiyed, saiyid, sayyed | Sur de Asia (India, Pakistán, Bangladés y Sri Lanka).                                                                |
| malaialam | thangal                                              | estado de Kerala (India).                                                                                            |
| malayo | syed                                                 | Malasia, Brunéi y Singapur                                                                                           |
| español | cid*                                                 | Al-Ándalus |
| somalí | sayid                                                | Este nombre fue derivado desde Arabia y utilizado incluso por somalíes; una persona somalí notable es Sayid Cabdulle |
| otros | siyyid                                               | |

Nota: Pueblo prefieren transliteraciones romanizadas diferentes calcados el lenguaje con el cual ellos son familiar, no necesariamente al lugar donde viven. Por ejemplo, hay inmigrantes musulmanes desde patrias diferentes y sus descendentes viviendo en Londres (Reino Unido). Inmigrantes de sangre árabe y sus descendentes puede usan la transliteración sayyid, a medida que inmigrantes de sangre sudasiático y sus descendentes puede usan syed, este tendencia quizás extendido a los todos comunidades étnicos.

## Otros títulos aplicados a los Sādāt
| Lenguaje                                                         | Título                                         | Áreas donde se usa                 |
| ---------------------------------------------------------------- | ---------------------------------------------- | ---------------------------------- |
| árabe                                                            | sayyid, sayyidi, sayyed, sayid, sidi (magrebí) | mundo árabe                        |
| pashto, urdu, saraiki, panyabí oriental, sindhi, bengalí, malayo | shah agha, saab pashto, mir                    | Centro, Sur y Sudeste de Asia      |
| malayo                                                           | sharifah, syarifah, siti                       | Malasia, Singapur y Brunéi         |
| guyaratí                                                         | sayedna, syedna, sayednah                      | Noroeste de India, Sindh, Pakistán |
| urdu, panyabí occidental                                         | shah, shah ji, pir, pir sahib                  | Pakistán                           |
| persa                                                            | mir, mirza                                     | Irán                               |

Otros términos honoríficos árabes incluyen sheij (jeque) y sharif. Los hachemíes ―la línea de sayyides hasaníes que reinó sobre La Meca, Medina e Irak y hoy gobiernan en Jordania― reciben el título sharif (plural: ashraf). El título sharif es reservado para descendientes de Hasan en tanto que sayyid para descendientes de Husayn. Pero después de era hachemí, sayyid y sharif son similares, para los descendientes de ambos Hasan y Husayn. Los chiíes árabes usan la palabra sayyid y habib para denotar a descendientes de ambos.

## Indicación de la descendencia
Sayyid frecuentemente incluyen los títulos séquitos en sus nombres como sus apellidos indicar la figura desde quien trazan su descendencia. Como si descendieron desde más que un notable ascendiente o imán chía, usarán el título del ascendiente desde quien ellos son la mayor parte directamente descendido.
| Ascendiente                    | Título árabe           | Apellido árabe         | Apellido persa                                     | Apellido urdu           |
| ------------------------------ | ---------------------- | ---------------------- | -------------------------------------------------- | ----------------------- |
| Ali ibn Abi Talib              | Allawi2                | Allawi2 o Alawi3       | Alaví2 علوى                                        | Alvi o Awan 2           |
| Hasan ibn Ali                  | al-Hashimi o al-Hasani | al-Hashimi o al-Hasani | Hashemí, Hasaní, o Tabatabaí هاشمی, حسنى, طباطبایی | Hasani o Hashmi         |
| Husayn ibn Ali                 | al-Husaini             | al-Husaini1            | Hoseiní حسينى                                      | Husaini                 |
| Ali ibn Husayn Zayn al Abidin  | al-Abidi               | al-Abidi               | Abedí عابدى                                        | Abdi                    |
| Muhammad al-Baqir              | al-Baqiri              | al-Baqiri              | Baqerí باقرى                                       | Baqri                   |
| Zayd ibn Ali                   | az-Zaidi الزيدي        | al-Zaydi الزيدي        | Zaydi زیدی                                         | Zaidi زیدی              |
| Jafar as-Sadiq                 | al-Ya'fari             | al-Ya'fari             | Yafarí جعفرى                                       | Yafri, Yafry, o Yaffery |
| Musa al-Kadhim o Musa al-Kazim | al-Musawi              | al-Musawi o al-Kadhimi | Musaví o Kazemí موسوى, كاظمى                       | Kazmi o Moustafavi      |
| Ali ar-Rida                    | ar-Radawi              | al-Ridawi o al-Radawi  | Rezaví o Razaví رضوى                               | Rizvi                   |
| Muhammad at-Taqi               | at-Taqawi              | al-Taqawi              | Taqaví تقوى                                        | Taqvi o Taqwi           |
| Ali al-Hadi                    | an-Naqawi              | al-Naqawi              | Naqaví نقوى                                        | Naqvi                   |
| Fátima Zahra                   | Ashraf Al-Quraishi     | Al-Husaini o al-Fatimi | Fatemí فاطمی                                       | Fatmi o Qureishi        |

NOTA: Para transliterar palabras árabes al inglés, por personas que no son arabehablantes, hay dos maneras:
- 1: El hablante puede transliterar la palabra letra por letra: por ejemplo, الزيدي se convierte en a-l-z-ai-d-i.
- 2. El hablante puede transliterar la pronunciación de la palabra, por ejemplo: الزيدي se convierte en a-zz-ai-d-i. Esto sucede porque en la gramática árabe, algunas consonantes (n, r, s, sh, t y z) borran l (ل) desde la palabra al (ال), árabe por “el” o “la”. Cuando el hablante ve los prefijos an, ar, as, ash, at, az, etc., ést0 significa que la palabra es la transliteración de la pronunciación.

- Los sufijos i y wi en árabe o vi en persa se podrían traducir por los sufijos españoles “ano”, “eño”, “ense”, “ino”, “ita” u “o”. El sufijo transforma un nombre personal o un nombre de lugar dentro del nombre de un grupo de un pueblo enlazado por el linaje o el lugar del nacimiento. Entonces, Umar Rezavi se puede traducir como ‘Omar del linaje de Ali ar-Rida’, y Umar Tehrani como ‘Omar de la ciudad de Teherán’. Para consultar una explicación mejor, ver Nisba en Onomástica árabe.

1 También, El-Husseini, Al-Husseini, Husseini y Hussaini.
2 Los que utilizan el título sayyid para todos los descendientes de Ali ibn Abi Talib, consideran que los allawis o alavis son sayyides. Pero los Allawis no son descendientes de Mahoma, porque descendieron de los hijos de Alí y las mujeres que se casaron después de la muerte de Fátima Zahra, tales como Umm al Baneen y Fátima bint Hizam. Los que limitan la palabra sayyid a los descendientes de Mahoma a través de Fátima Zahra, no consideran que los alauíes sean sayyides.
3 Esta transliteración suele reservarse para la secta alauí chií.